# لیگ برتر فوتسال مردان ایران ۱۴۰۲
لیگ برتر فوتسال ایران ۱۴۰۲ بیست و پنجمین فصل لیگ حرفه‌ای ایران و بیستمین فصل تحت عنوان لیگ برتر فوتسال بود. در این فصل ۱۲ تیم از لیگ برتر ۱۴۰۱ و دو تیم جدید از دسته یک ۱۴۰۱ حضور دارند.
باشگاه فوتسال گیتی‌پسند اصفهان قهرمان این دوره از لیگ فوتسال ایران شد.

## جدول مسابقات
| شمار | نام تیم ها           |
| ---- | -------------------- |
| ۱    | گیتی پسند            |
| ۲    | گهر زمین سیرجان      |
| ۳    | مس سونگون ورزقان     |
| ۴    | پالایش نفت بندرعباس  |
| ۵    | سن ایچ ساوه          |
| ۶    | فرش آرا              |
| ۷    | انا صنعت پاسارگاد قم |
| ۸    | سفیر گفتمان تهران    |
| ۹    | کراپ الوند قزوین     |
| ۱۰   | شهرداری ساوه         |
| ۱۱   | آلومینیوم اراک       |
| ۱۲   | فولاد زرند ایرانیان  |
| ۱۳   | مقاومت البرز         |
| ۱۴   | پوشاک حافظ ساری      |